# 케임브리지 사도회

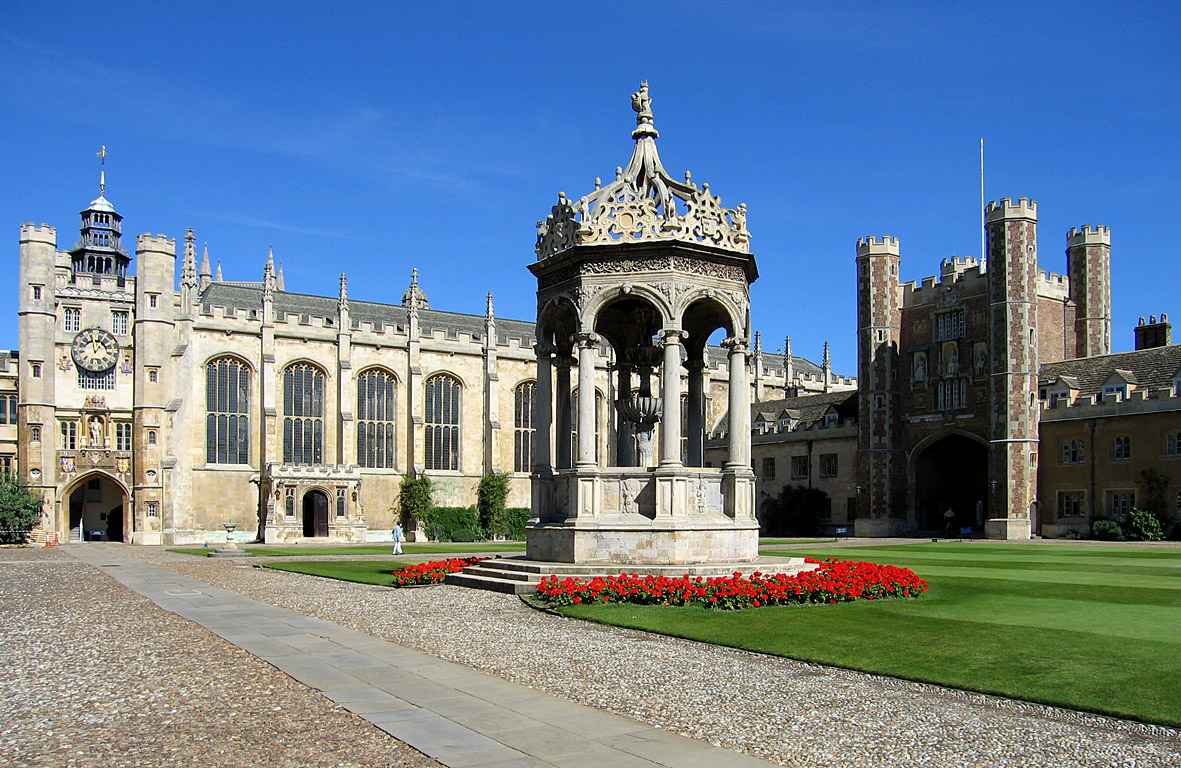
트리니티 컬리지 대학 본부, 케임브리지 어포슬스의 중심 활동지는 트리니티 컬리지와 킹스 컬리지로 알려져 있다.

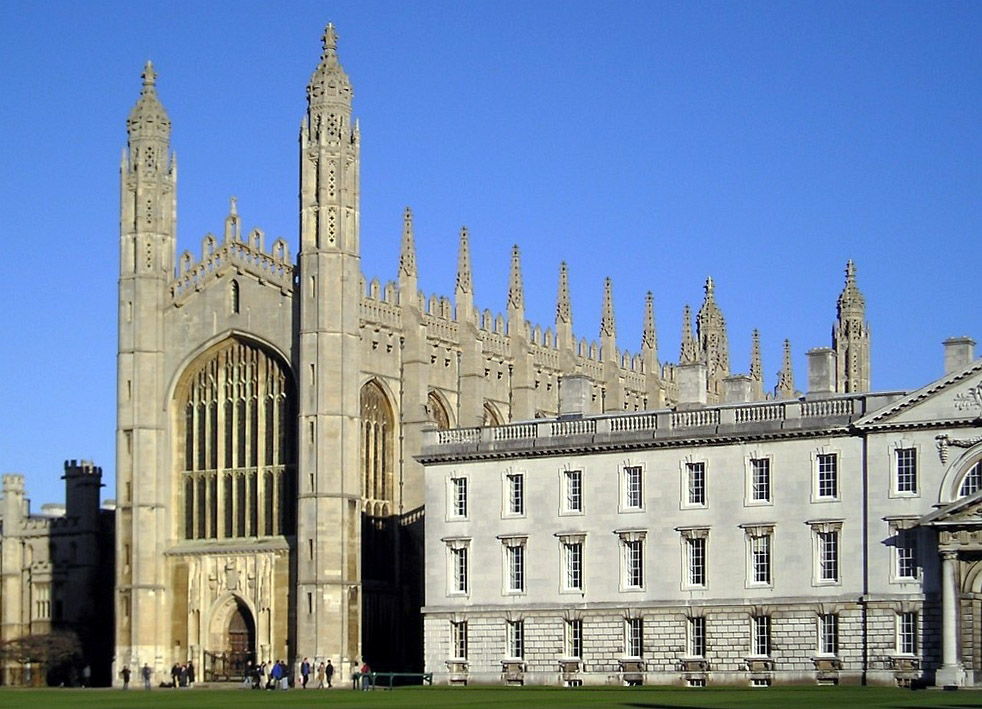
킹스 컬리지 대학 본부 건물

케임브리지 사도회(영어: Cambridge Apostles)는 1820년 당시 케임브리지 대학교의 학생이자 후일 성공회의 초대 지브롤터 주교가 된 조지 톰린슨이 만든 지적 탐구를 목적으로 하는 비밀결사이다.
사도회라는 이름은 창립 구성원이 열두 명이었기 때문에 붙은 별명이다. 구성원은 대부분 케임브리지 대학교의 재학생이나 졸업후에도 케임브리지에 교수로 재직하면서 회원 활동을 계속하는 경우도 있다. 회원의 대부분은 트리니티 컬리지, 킹스 컬리지, 지저스 컬리지, 크라이스트 컬리지, 그리고 세인트 존 컬리지에 속해 있다.

## 회원
알려진 유명 회원으로는 존 메이너드 케인스, 버트런드 러셀, 조지 에드워드 무어, E. M. 포스터 등이 있다.